# Kurt Ballerstedt
Kurt Ballerstedt (* 24. Dezember 1905 in Hohensalza; † 25. Oktober 1977 in Bonn) war ein deutscher Jurist.
Ballerstedt studierte Rechtswissenschaften an den Universitäten Breslau, Halle, Freiburg im Breisgau und Königsberg und promovierte 1938 an der Universität Königsberg. Als Mitglied der Schlesischen Jungmannschaft, einem Zusammenschluss von Wandervogel und Pfadfindern in Nieder- und Oberschlesien, war er 1925 Mitbegründer des Volkshochschulheims „Boberhaus“ in Löwenberg (Schlesien). Er wurde 1946 Privatdozent an der Universität Kiel und habilitierte 1947 an der Universität Heidelberg. Er wurde 1949 ordentlicher Professor an der Universität Kiel und wechselte 1955 nach Bonn, wo er 1971 emeritiert wurde.
Ballerstedt hatte durch seine Arbeit Zur Haftung für culpa in contrahendo bei Geschäftsschluß durch Stellvertreter großen Anteil an der Entwicklung der vorvertraglichen Haftung im BGB.

## Veröffentlichungen (Auswahl)
- Erbrecht, Erbsitten und Grundbesitzzersplitterung in Polen (= Königsberger rechtswissenschaftliche Forschungen, Bd. 4). Kohlhammer, Stuttgart 1939 (= Dissertation Universität Königsberg).
- (mit Heinrich Apfelstedt): Konzessionsabgaben in der Energie- und Wasserversorgung. Kohlhammer, Stuttgart 1944.
- Kapital, Gewinn und Ausschüttung bei Kapitalgesellschaften. Eine gesellschaftsrechtliche Betrachtung. Mohr, Tübingen 1949 (= Habilitationsschrift Universität Heidelberg).
- Zur Haftung für culpa in contrahendo bei Geschäftsabschluß durch Stellvertreter. In: Archiv für die civilistische Praxis, Bd. 151 (1950/51), H. 6, S. 501–531.
- Übernationale und nationale Marktordnung. Eine montanrechtliche Studie. Mohr, Tübingen 1955.